# Falkenberg, Rottal-Inn
Falkenberg är en kommun och ort i Landkreis Rottal-Inn i Regierungsbezirk Niederbayern i förbundslandet Bayern i Tyskland.
Kommunen ingår i kommunalförbundet Falkenberg tillsammans med kommunerna Malgersdorf och Rimbach.